# Gemarmerde graafkikker
De gemarmerde graafkikker (Hemisus marmoratus) is een gravende kikker uit de familie graafkikkers (Hemisotidae). De soort werd voor het eerst wetenschappelijk beschreven door Wilhelm Peters in 1854. Oorspronkelijk werd de wetenschappelijke naam Engystoma marmoratum gebruikt.

## Uiterlijke kenmerken
De gemarmerde graafkikker wordt maximaal 4 centimeter lang en heeft een rond en dik lichaam met kleine achterpootjes waarmee niet goed gesprongen kan worden. De kop is zo klein en met het lichaam vergroeid dat het lijkt of er een deel van af is gehaald; vandaar de wetenschappelijke geslachtsnaam hemisus, wat half betekent. Deze afgeplatte kop wordt gebruikt om te graven, de puntige snuit wordt in de grond gewoeld, en de zeer brede voorpoten slaan het zand naar achteren. De basiskleur is lichtbruin met over het hele lijf kleine ronde vlekjes die meestal donkerbruin tot -groen zijn.

## Algemeen
De gemarmerde graafkikker komt voor in tropisch Afrika; van Senegal tot Somalië en via Zambia en Mozambique tot in Zuid-Afrika. Zanderige en vochtige streken hebben de voorkeur, liefst in bossige omgevingen met veel vegetatie en het is een typische bodembewoner die nooit klimt. Deze soort is een van de weinige kikkers die echt diepe holen onder de grond graaft, en niet vaak bovenkomt behalve als het regent. Dan kruipen de kikkers massaal naar boven om te jagen en omdat ze kunnen verdrinken. Ze zijn dan massaal bovengronds te zien wachtend in de bladerlaag op prooidieren, bij droogte kruipen de kikkers weer in het hol. Ook de eitjes worden in een tunnel gelegd, waarna de pas uitgekomen kikkervisjes zich in een ondergronds vijvertje ontwikkelen. Ook worden de larven wel door de ouderdieren naar vijvertjes gebracht, waar ze een belangrijke voedselbron zijn voor schildpadden.

## Voedsel en vijanden
Het voedsel bestaat uit termieten, ook soorten die gemeen bijten en/of erg giftig zijn, de pad-achtige kikkers hebben een erg dikke huid. Ook mieren en wormen worden weleens gegeten. De belangrijkste vijand is het weer; bij aanhoudende droogte overleven de kikkervisjes het niet. Vaak kent de gemarmerde graafkikker zeer goede of juist zeer slechte jaren, waardoor het aantal exemplaren het ene jaar sterk achteruit gaat en enkele jaren later weer sterk toeneemt. Veel soorten schildpadden eten graag de larven en in gebieden met veel schildpadden is de kikker vaak zeldzamer.